# Феофилакт (Русанов)
Митрополит Феофилакт (в миру Фёдор Гаврилович Русанов; 1765, Архангелогородская губерния — 1821) — епископ Русской православной церкви, митрополит Карталинский и Кахетинский, экзарх Грузии.

## Биография
Родился в 1765 году в семье причетника Пабережского прихода Онежского округа Архангельской губернии.
Первоначальное образование получил в Олонецкой духовной семинарии.
В 1788 году поступил в Александро-Невскую главную семинарию в Санкт-Петербурге. В 1792 году окончил курс обучения и был оставлен при семинарии учителем поэзии и риторики. В том же году пострижен в монашество.
Был человеком высокообразованным, знатоком западноевропейской, в особенности французской, литературы, как светской, так и духовной. Её влияние очевидно в речах Феофилакта — проповедника-публициста рационалистически-полемического направления, как называл его биограф, профессор Санкт-Петербургской духовной академии И. А. Чистович. Его проповеди были адресованы скорее образованному петербургскому обществу, нежели простым верующим. По словам современников митрополит Феофилакт был, «живым, светским, образованным, блестящим проповедником». Он очаровал всё петербургское общество своими проповедями и знанием французского языка. В то же время это был честолюбивый человек. Он не чувствовал особого расположения к монашеству, к аскетическому образу жизни, но принял монашество из соображений карьеры. В то время все высшие места в церковной иерархии и в духовно-учебном мире занимали монашествующие. И в монашеском одеянии Феофилакт чувствовал себя довольно свободно. Он изящно одевался и даже применял некоторые приемы светского общества. Он имел большие связи и особенно был любим в дамском обществе. Любил блеск и пышность как дома, в одежде и обстановке, так и в храме, в богослужении и облачении.
В 1793 году рукоположён во иеродиакона и исполнял обязанности катехизатора. В 1794 году рукоположён во иеромонаха, назначен законоучителем в греческий корпус (с 1796 года переименован в корпус чужестранных единоверцев). В 1795 году возведён в сан архимандрита и назначен настоятелем Зеленецкого Троицкого монастыря.
С 29 мая 1796 года — настоятель Троице-Сергиевой пустыни под Петербургом и законоучитель кадетского корпуса.
Своими обширными познаниями, даром слова и величественной внешностью он производил на окружающих сильное впечатление, был известен при дворе и вскоре занял почётное положение.
С 8 ноября 1798 года — настоятель Новгородского Антониева монастыря. Член Святейшего Синода в звании асессора. С 3 октября 1799 года — настоятель Новгородского Валдайского Иверского монастыря; 30 октября 1799 года хиротонисан во епископа Калужского и Боровского.
Как первому епископу вновь учреждённой Калужской епархии, ему пришлось устраивать Епархиальное управление, Духовную консисторию, устанавливать границы епархии, бороться с расколом и прочее. В управлении епархией проявилась его твёрдая независимость и самостоятельность. С подчиненным ему духовенством он был обходителен и справедлив.
С 25 октября 1803 года — архиепископ.
В 1806 году вызван в Санкт-Петербург для присутствия в Святейшем Синоде.
Благодаря своим талантам и способностям архиепископ Феофилакт стал известен в высших кругах общества, подружился с обер-прокурором Святейшего Синода князем А. Н. Голицыным; был приятелем однокашника по семинарии М. М. Сперанского. Он стремился к поднятию русской церкви — поднять авторитет приходского священства. С этой целью по его инициативе и при поддержке Сперанского был в ноябре 1807 года учреждён Комитет по усовершенствованию духовных училищ, преобразованный 26 июня 1808 года в Комиссию духовных училищ.
С 5 марта 1809 года — архиепископ Рязанский и Зарайский.
Был «признан» почётным членом Общества любителей российской словесности 16 января 1812 года. 
После отставки в 1812 годы М. М. Сперанского значение Феофилакта значительно ослабело. Его постарались удалить из Санкт-Петербурга; 27 ноября 1812 года, получив именной указ императора Александра I, архиепископ Феофилакт возглавил Экстраординарную комиссию по приведению в порядок епархий, разорённых во время Отечественной войны 1812 года. Ему же император поручил провести расследования действия архиепископа Могилёвского Варлаама (Шишацкого) во время оккупации Могилёва французами, по результатам которого Варлаам, объявленный явным клятвопреступником, был лишён архиерейского сана и священства.
В декабре 1813 года преосвященный Феофилакт получил повеление выехать в свою Рязанскую епархию. Причиной этого послужило издание перевода книги Ансильона «Эстетические рассуждения», которая вызвала критические замечания архимандрита Филарета. В Рязани предметом его особых забот была духовная семинария, для которой при нём были построены новые здания, кроме того, улучшено преподавание всех общеобразовательных предметов и материальное положение семинаристов.
14 мая 1817 года архиепископ Феофилакт был назначен экзархом Грузии. Он был первым русским экзархом. 1 февраля 1819 года архиепископ Феофилакт был удостоен сана митрополита. С 28 декабря 1818 года именовался архиепископом Карталинским и Кахетинским.
Свою деятельность в Грузии он начал с русификации православных христиан Грузии и новокрещённых. Прежняя Осетинская духовная миссия, закрытая после упразднения Моздокского викариатства в 1799 году, была восстановлена в 1815 году под тем же самым названием по инициативе грузинского архимандрита (последствии архиепископа Алавердского и Телавского) Досифея (Пицхелаури), проекты которого поддержал Синод и утвердил император. После назначения архиепископа Феофилакта (Русанова) экзархом деятельность этой комиссии активизировалась. Святейший Синод ежегодно перечислял Миссии 12 000 руб. В конце правления архиепископа Феофилакта там насчитывалось до 47 тысяч новокрещённых, главным образом осетин. За четыре года владыка Феофилакт построил 30 храмов.
Архиепископ Феофилакт разработал план церковной реформы, направленной на изменение структуры Грузинской Церкви в целях сближения грузинских церковных порядков с общероссийскими: намечалось сокращение количества епархий, храмов, монастырей, штата духовных лиц, проведение секуляризации церковного и монастырского имущества, введение богослужения на церковнославянском языке и замену натуральных податей денежными сборами. Духовенство Западной Грузии выразило решительный протест, однако в июне 1819 г. представители Грузино-Имеретинской синодальной конторы стали закрывать храмы в Имерети, Гурии и Мегрелии, натуральные подати заменять введением денежной оплаты. В 1819—1820 гг. произошло восстание которое возглавили митрополиты Досифей (Церетели) и Евфимий (Шервашидзе), дочь имеретинского царя Соломона II царевна Дареджан, князь Иван Абашидзе. Экзарх обвинил их в подстрекательстве народа и убедил власти, что разрядить ситуацию можно только ссылкой мятежных архиереев. Ночью 4 марта 1820 года митрополиты Досифей, Евфимий, архимандрит Григорий (Цкитишвили) и несколько имеретинских князей были схвачены.
Тоска по России и сознание опалы тяжёлым бременем лежали на сердце митрополита Феофилакта, что и сказалось на его здоровье. Ни повышение, ни награды (он был кавалером ордена Св. Александра Невского, Св. Владимира 1-й степени, Св. Анны 1 степени) не могли утешить его. В 1821 году, когда умер митрополит С.-Петербургский Михаил (Десницкий), он стал просить о переводе его в Россию, но в июле того же года при обозрении церквей Кахетии простудился, заболел тифом и 19 (31) июля 1821 года скончался. Погребён в Бодбийском Сигнахском монастыре.

## Сочинения
- Слова: в 2 ч. — М., 1809.
- Слово на погребение генерала П. И. Мелиссино. — СПб., 1797.

Переводы:
- Философское утешение Боэция. — СПб., 1794.
- Безбра. Рассуждение о достоверности книг Евангельских и истины свидетельств Апостольских. — М., 1803.
- Женнингса. Созерцание христианства: в 2 ч. — М., 1803.
- Де-ла-Люзерн. Пасторское наставление о превосходстве религии. — М., 1804;
- Врачевство от уныния: в 2 ч. — Калуга, 1805.
- Камюзет. Начала против безверия. — Калуга, 1806.